# Baramita Airport
Baramita Airport är en flygplats i Guyana.   Den ligger i regionen Barima-Waini, i den nordvästra delen av landet, i orten  Baramitas centrum. Baramita Airport ligger 122 meter över havet.
Terrängen runt Baramita Airport är platt. I omgivningarna runt Baramita Airport växer i huvudsak städsegrön lövskog.